# Église Saint-Joseph-Ouvrier d'Aurillac
Pour les articles homonymes, voir Église Saint-Joseph.
L'église Saint-Joseph-Ouvrier, sise avenue des Prades à Aurillac (Cantal) en France.

## Histoire
Débutée en 1954, cette église moderne a été conçue par Pierre Croizet, déjà coauteur du Sacré-Cœur, la plus grande église de la ville d’Aurillac.
Comme aimait à le dire l’abbé Cros, curé de la paroisse à cette époque et pendant de nombreuses années : « Son désir était de marquer le lien avec nos églises romanes, d’où la forme très particulière du clocher qui essaie de reproduire, dans une facture moderne, les « cloches à peigne » d’autrefois ; d’où aussi la sobriété de l’édifice et la recherche de la mise en valeur du matériau brut ».
Elle est inaugurée le 23 juin 1961 avec une hauteur maximale de 32 mètres. Malgré le caractère récent du lieu de culte, et la présence de catégories ouvrières, la pratique religieuse dans le quartier se situe alors dans la moyenne de la ville. La nouvelle église n’est donc pas perçue comme un « corps étranger », mais intégrée au quotidien de la ville sociale.
L’église Saint-Joseph, après sa construction, devient le point de repère, pour ce quartier récent qui manquait d’âme et de référent identitaire. Sa représentation devient commune, sur les cartes postales, dans les livres, des dépliants… par métonymie, elle évoque à elle seule l’ensemble du quartier.
À proximité de cet édifice, les locaux de l’Institution Saint-Joseph (aujourd'hui école primaire et lycée du Groupe Gerbert), achevés en 1956, ont également été conçus par Pierre Croizet.